# Avellanedo
Avellanedo es una localidad española del municipio de Pesaguero, perteneciente a la comunidad autónoma de Cantabria.

## Toponimia
El nombre del lugar puede encontrarse escrito con las grafías Avellanedo y Abellanedo.

## Geografía
La localidad está situada a 736 m s. n. m. y dista 1,1 kilómetros de la capital municipal.

## Historia
Hacia mediados del siglo XIX, el lugar, ya por entonces perteneciente al municipio de Pesaguero, tenía contabilizada una población de 124 habitantes. Aparece descrito en el primer volumen del Diccionario geográfico-estadístico-histórico de España y sus posesiones de Ultramar de Pascual Madoz con las siguientes palabras:

ABELLANEDO: ald. en la prov. de Santander (22 leg.), part. jud. de Potes (2), dioc. de Leon (22) y ayunt. de Pesaguero. Sit. entre el r. denominado Peña Cabray y la falda, de un monte que le priva de la luz del sol en el invierno por el espacio de tres meses; goza de un clima generalmente templado aunque húmedo, hallándose combatida por los vientos N. y S., y con especialidad por el primero durante las 3/4 partes del año, por lo que se experimentan muchas nieves, las enfermedades mas frecuentes son las artritis reumáticas. Tiene 24 casas; una escuela de primeras letras dotada en 160 rs. ademas de las retribuciones de los alumnos, que concurren en número de 16; y 2 fuentes dentro de la poblacion, con 30 manantiales en el térm. de aguas de buena calidad: la igl. parr. bajo la advocacion de Santa Eulalia de Merida, está servida por un cura de la clase de patrimoniales, cuyo curato se provee por oposicion entre los que tienen derecho á él; hay tambien 2 ermitas, dedicada la una á S. Roque, y la otra, que es de patrimonio particular, á la Purísima Concepcion, y un cementerio en punto en que no puede perjudicar á la salud pública. Confina el term. por N. con Abargo á 1/2 leg., por E. con Cueba y Valdeprado á 3/4 , por S. con Camasobres á 1 1/2, y por O. con Pesaguero á 1/4. El terreno es de buena, mediana é ínfima clase, la mayor parte pedregoso y de monte, cultivándose sobre algunos pedazos de tierra á la inmediacion de la ald.: lo baña el r. de que ya se ha hecho mérito, que nace en la falda de la Peña de Cabra; corre una dist. de 3 1/2 leg., desembocando en el Deva, en el sitio llamado Puente Ojedo: los montes estan poblados de robles, hayas y encinas, y se encuentran tambien algunos prados que producen el heno con que se alimenta el ganado durante el invierno: hay 2 caminos, el uno para Castilla, y el otro para Potes en mal estado. Prod. trigo, cebada, centeno, garbanzos, maiz, patatas, habas, legumbres y algunas frutas; cria ganado vacuno, cabrio y lanar; caza de ososo, jabalies, corzos, liebres y perdices, encontrándose tambien alguno que otro faisan, y pesca de truchas y anguilas: ind. 3 molinos harineros de los que unicamente se sostienen 2 con la renta de los hab. que van á ellos á hacer harina: el comercio consiste en la importacion de trigo, y alguna vez vino, y en la esportacion de arcas y ruedas de carreta que van á vender á Castilla. pobl. 24 vec. y 124 alm. Contr. con el ayunt. (V.).
(Madoz, 1845, pp. 48-49)

En 2024, la entidad singular de población de Avellanedo tenía empadronados 15 habitantes, todos ellos en el núcleo de población de ese nombre.

## Patrimonio
De su patrimonio destaca un hórreo del siglo XVII y la iglesia parroquial de Santa Eulalia.